# Edgard Telles Ribeiro
Edgard Telles Ribeiro (Valparaíso, Xile, 13 de novembre de 1944) és un diplomàtic, escriptor, professor i cineasta brasiler jubilat, establert a Rio de Janeiro.

## Biografia
Edgard Telles Ribeiro va néixer a Valparaíso, doncs el seu pare n'era cònsol. Va començar la seva carrera com a crític de cinema a Rio de Janeiro, on va escriure per als suplements literaris de Correio da Manhã i O Jornal, de Diários Associados. Va estudiar cinema a la University of California at Los Angeles (UCLA), on va dirigir alguns curtmetratges. L'any 1980, una de les seves pel·lícules (“Vietnã, viagem no tempo”) es va projectar a la Quinzena dels Directors del Festival de Canes. Entre 1978 i 1982, va ser professor de cinema a la Universitat de Brasilia (UnB).

### En literatura
Com a escriptor, és autor de tretze llibres, entre novel·les i contes, dotze dels quals publicats a Companhia das Letras i Editora Record. La seva novel·la més recent, O impostor, fou publicat per Todavia Livros l’abril de 2020. Un dels seus llibres, la novel·la Olho de Rei, va rebre el premi Academia Brasileira de Letras a la millor obra de ficció de 2006. Una altra de les seves novel·les, O punho e a renda, que tracta sobre la dictadura brasilera de 1964-85, va guanyar el premi Pen Clube a la millor novel·la l'any 2011. Altres llibres seus, inclosos contes, van ser finalistes del Prêmios Jabuti (2n i 3r llocs). Algunes de les seves obres es van publicar als Estats Units i a diversos països europeus, com ara O criado-mudo, el 1994 (I Would Have Loved Him if I had not Killed Him, St. Martin´s Press) i, més recentment, el 2014, O punho e a renda (His Own Man, editora Other Press). Els seus llibre foren prologats per Antonio Candido, Ana Maria Machado, Ivan Junqueira, Moacyr Scliar, Carlos Augusto Calil i Alfredo Grieco, entre d'altres.

### En diplomàcia
Com a diplomàtic, va viure a diversos països (Estats Units, Equador, Guatemala, Nova Zelanda, Malàisia, Tailàndia). Quan va estar a Brasilia, va treballar principalment a l'àrea cultural del Ministeri d'Afers Exteriors. També és autor d'una tesi acadèmica titulada Diplomacia Cultural, seu papel na política externa brasileira. El 2020 va ser nomenat ambaixador al Líban.

## Honors
L'agost de 2005, Edgard Telles va ser condecorat pel president Luiz Inácio Lula da Silva amb el grau més alt de l'Orde de Rio Branco, la Gran Creu ordinària.

## Obra literària

### Ficció
- O criado-mudo (narració), 1ª edição: Brasiliense, 1991; 2ª edição: Editora 34, 1996. I would have loved him if I had not killed him, St Martin's Press, EUA, 1994; Die Brasilianerin, Rütten & Loening, Alemanha, 1995; Eeen jonge Braziaanse, Uitegeverij Anthos, Holanda, 1996. La Mesilla de noche, Los Libros del Asteroide, Espanha, 2007,[13] com 2ª e 3ª edições em 2008 e 2009. 3ª edição brasileira, Ed. Record, 2008.
- O livro das pequenas infidelidades (contes), 1ª edição, Companhia das letras, 1994; 2ª edição, Editora Record, 2004.
- Larvas azuis da Amazônia (novel·la), 1ª edição, Companhia das letras, 1996.
- Branco como o arco-íris (narració), Companhia das letras, 1998.
- No coração da floresta (contes), Editora Record, 2000.
- O manuscrito (narració), Editora Record, 2002.
- Histórias mirabolantes de amores clandestinos (contos), Editora Record 2004, 2º lugar no prêmio Jabuti 2005 e 3º no Portugal Telecom 2005.
- Olho de rei (narració), Editora Record, 2005, Prêmio da Academia Brasileira de Letras para Melhor Obra de Ficção 2006 e 3º lugar no Prêmio Jabubi 2006 na categoria narració.
- Um livro em fuga (narració), Editora Record, 2008.
- O punho e a renda (narració), Editora Record, 2010, Prêmio de Melhor Romance do Pen Clube 2011; 2ª edição revista, Editora Record 2014.
- Damas da noite (narració), Editora Record, 2014.
- Uma mulher transparente (narració), Editora Todavia Livros, 2018.
- O impostor (novel·la), Editora Todavia Livros, 2020.
- Figuras de Bastidores (conte). Revista Brasileira, Academia Brasileira de Letras, Ano IV. Número 106, 2021.

### No ficció
- Diplomacia Cultural, seu papel na política externa brasileira, Instituto de Pesquisa de Relações Internacionais (IPRI) /Fundação Alexandre de Gusmão / Ministério das Relações Exteriores, 1ª edição 1989; 2ª edição revista e anotada, 2011.
- Memória. Oásis, ma non troppo. Revista Piauí. Edição 174, março 2021.
- Memória. Os claros da vida. Revista Piauí. Edição 183, dezembro 2021.

## Entrevistes
- Ilusões perdidas - desencanto, tristeza e mistério dão o tom ao romance "Uma mulher transparente", entrevista amb Edgard Telles Ribeiro. Marcio Renato dos Santos. Rascunho: o Jornal de Literatura do Brasil. Edição impressa e digital, julho de 2018
- EDGARD TELLES RIBEIRO & JOSÉ CASTELLO: “A literatura está intimamente ligada à existência, e é isso que a torna potente”. Godofredo Neto. Fórum de Literatura Brasileira Contemporânea, 2015
- "Literatura, memória e resistência" Livraria Tapera Taperá, 29/11/2018
- "Literatura pessoal e diplomacia cultural" - Programa Renascença, Diplomacia para democracia. Livraria Tapera Taperá, 21/12/2020
- Words without Borders Conversations: Clarice Lispector with Benjamin Moser and Edgard Telles Ribeiro. By Eric M.B. Becker, 28/09/2015
- Programa "Sempre um Papo" com Edgard Telles Ribeiro. Brasília, 2004
- Programa "Umas Palavras"[Enllaç no actiu] com Bia Corrêa do Lago, Canal Futura, 7/07/2007[14]

## Treballs sobre l’autor
- CARNEIRO, S.N.V. O requinte na prosa de Edgard Telles Ribeiro. Revista entrelaces, Universidade Federal do Ceará, 2007.
- DUSILEK, Adriana. A representação da metamemória no romance brasileiro: um olhar sobre Olho de rei, de Edgard Telles Ribeiro, e Leite derramado, de Chico Buarque. 2013. 202 f. Tese (doutorado) - Universidade Estadual Paulista Júlio de Mesquita Filho, Faculdade de Filosofia, Ciências e Letras de Assis, 2013.
- MEYER, Luiz. Um personagem no divã. O psicanalista Luiz Meyer comenta O IMPOSTOR, novo romance de Edgard Telles Ribeiro. Todavia livros, 08.05.2020
- PORTÁCIO, Denilson Albano. O criado mudo. A arqueologia de uma personagem. Revista de Letras, Universidade Federal do Ceará (UFC), 1998
- PROSDOCIMI, Francisco. O pavão e o condor. O punho e a renda, de Edgard Telles Ribeiro. Fórum de Literatura Brasileira Contemporânea. Programa de Pós-Graduaçã em Letras Vernáculas - PPGLEV, Universidade Federal do Rio de Janeiro, 2011.